# Max Joseph Halhuber
 Max Joseph Halhuber (* 29. Februar 1916 in Innsbruck, Tirol; † 15. Dezember 2011 in Bad Berleburg, Nordrhein-Westfalen, Deutschland) war ein österreichischer Kardiologe.

## Leben
Max J. Halhuber studierte Medizin in Innsbruck, Wien und Freiburg. Er wurde im März 1940 zum Dr. med. promoviert. Von 1940 bis 1945 war er als Militärarzt tätig. Nach einem Stipendium im Jahr 1947 als Gastarzt bei Jean Lenègre in Paris arbeitete er bis 1966 als Oberarzt an der Universitätsklinik Innsbruck, wo er außerplanmäßiger Professor wurde. Von dort wechselte er 1967 nach Deutschland und wirkte als erster Ärztlicher Direktor der Klinik Höhenried für Herz-Kreislauf-Krankheiten am Starnberger See, wo er die kardiologische Rehabilitation grundlegend veränderte. Während seiner Zeit in Höhenried war er außerplanmäßiger Professor an der Technischen Universität München. Halhuber war einer der Gründer der Deutschen Herzstiftung. Er wurde 1981 pensioniert.
Halhuber war von 1936 an Mitglied der katholischen Studentenverbindung K.A.V. Rheno-Danubia Innsbruck. Halhuber war zweimal verheiratet. Zuerst von 1944 bis 1970 mit Marlene Ahlmann, welche zuvor mit Rudolf-August Oetker verheiratet war.
Im Jahr 1970 heiratete Halhuber die verwitwete Ärztin Carola Branovic, geborene Malten (* 1936 in Baden-Baden). Carola Halhuber gilt als „Mutter der INR-Selbstmessung“ (Patienten-Selbstmanagement der Blutgerinnung bei der oralen Antikoagulation).
Halhuber starb im Dezember 2011 im Alter von 95 Jahren in seinem Wohnort Bad Berleburg.

## Auszeichnungen
- Verdienstkreuz 1. Klasse der Bundesrepublik Deutschland

## Schriften
Unter dem Titel „Wir sind die letzten, fragt uns aus!“ Erfahrungen und Einsichten des 90-jährigen Max-Joseph Halhuber hat er 2007 eine Autobiografie verfasst.